# Robert Graysmith
Robert Graysmith, nato Robert Gray Smith (Pensacola, 17 settembre 1942), è un disegnatore e scrittore statunitense, autore dei libri Zodiac e Zodiac Unmasked: the Identity of America's Most Elusive Serial Killer, dedicati all'assassino seriale denominato killer dello Zodiaco, che durante gli anni '60 e '70 sconvolse San Francisco, e la cui identità è ancora sconosciuta.
È noto anche per i libri su Unabomber: a Desire to Kill, sul criminale statunitense Theodore Kaczynski che sul finire degli anni '70 e i primi anni '90 inviò pacchi postali esplosivi a numerose persone, provocando tre morti e 23 feriti; The Bell Tower: The Case of Jack the Ripper Finally Solved sul noto serial killer londinese Jack lo squartatore e Amerithrax: The Hunt for the Anthrax Killer sugli attacchi subiti da alcune agenzie giornalistiche americane subito dopo gli attentati dell'11 settembre 2001, tramite buste contenenti spore di antrace, che causarono 5 morti e numerose infezioni.

## Biografia
Robert nasce come Robert Gray Smith, ma dopo il divorzio dalla moglie Margaret Ann nel 1973, con cui ha due figli David e Aaron, decide di cambiare il cognome in Graysmith, nel 1976.
Si risposò poi con Melanie Krakower nel 1975 divorziando nel 1980, con cui ebbe una figlia, Margot Alexandra.

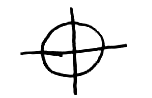
Simbolo del Killer dello Zodiaco

Divenne noto come scrittore grazie ai libri sul caso del killer dello Zodiaco. Venne coinvolto nel caso quando, nel 1969, lavorava come vignettista per il San Francisco Chronicle. Nel suo libro Serial Killers and Their Victims, Robert incolpa degli omicidi il principale sospettato Arthur Leigh Allen, anche se le impronte digitali, la calligrafia e una parziale traccia di DNA l'abbiano sempre scagionato. Basò i suoi libri direttamente sui fascicoli in mano alla polizia, ai quali ebbe un accesso privilegiato.
All'inizio del 2010 pubblica The Girl In Alfred Hitchcock's Shower, che tratta del presunto omicidio di Marli Renfro, controfigura di Janet Leigh nella scena della doccia, sul set del noto film Psyco di Alfred Hitchcock.

## Nei media
Due film vennero tratti dai suoi libri: Auto Focus nel 2002 e Zodiac nel 2007. Nel secondo, Robert Graysmith, è impersonato dall'attore Jake Gyllenhaal.